# 斯楚格街

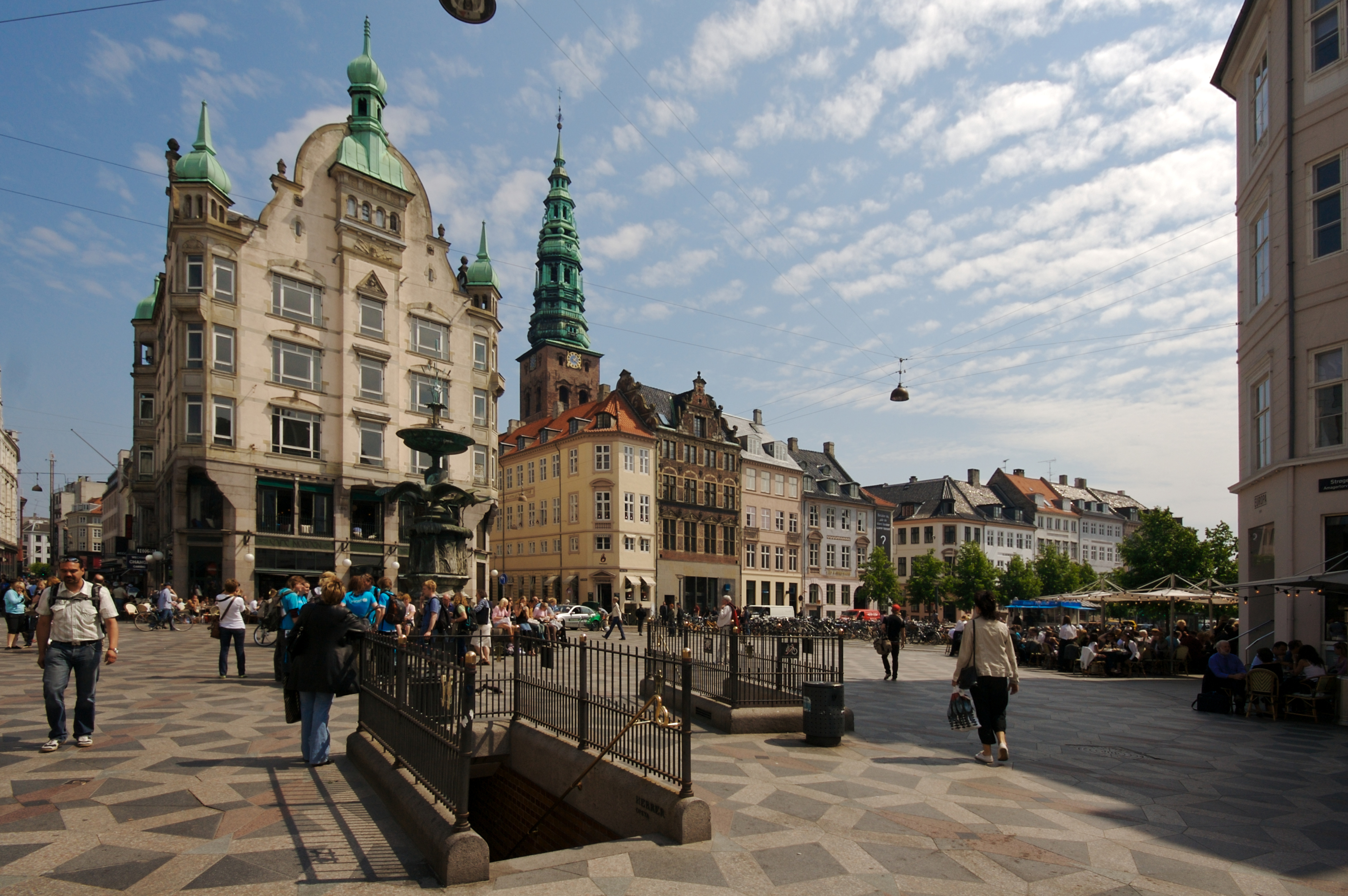

斯楚格街（Strøget）是位於丹麥首都哥本哈根市中心的一條步行街。斯楚格街是哥本哈根的熱門旅遊景點之一，也是歐洲最長的購物步行街，長達1.1公里。斯楚格街自1962年開始成為汽車禁止進入的步行街。